# Cá đé
Cá đé, tên khoa học Ilisha elongata, còn gọi là cá lặc (tiếng Trung: 勒鱼; bính âm: lèyú, lặc ngư), hay cá trích Trung Quốc, là một loài cá trích trong họ Pristigasteridae.